# NGC 7094
NGC 7094 is een planetaire nevel in het sterrenbeeld Pegasus. Het hemelobject werd op 10 oktober 1884 ontdekt door de Amerikaanse astronoom Lewis A. Swift.

## Synoniemen
- PK 66-28.1